# Tim Hart
Timothy Hart, més conegut com a Tim Hart   (Torrance, 25 de desembre de 1949 - 6 de març de 2017), fou un pilot de motocròs nord-americà, un dels pioners d'aquesta disciplina a Amèrica a finals de la dècada del 1960 i començaments de la de 1970. La seva imatge, amb els cabells llargs sortint-li per sota del seu gran casc carabassa amb franges blanques o negres Bell Star integral -Hart fou dels primers a portar cascs d'aquest tipus en curses de motocròs, quan tothom en portava d'envolvents-, esdevingué una icona del motociclisme als EUA durant aquella època.

## Resum biogràfic
Nascut a Torrance, Hart va residir-hi fins al dia de la seva mort. Interessat per les motocicletes des de ben jove, descobrí el motocròs a 16 anys, cap al 1966, quan Edison Dye portà Torsten Hallman als EUA per a promocionar-hi aquest esport, aleshores no gens conegut al país. En aquella època, Hart ajudà a crear el famós circuit de Carlsbad, tot just quan s'estava excavant, i rebé clases de pilotatge de Hallman i de Malcolm Smith. Tot seguit, començà a córrer amb èxit totes les proves que podia pel sud de Califòrnia, inicialment amb una Guazzoni artesanal que li cedí un patrocinador. Els èxits del jove Hart van fer que, ben aviat, el distribuidor de Montesa a Califòrnia, Kim Kimball, li cedís motos per a competir. Tim Hart aconseguí nombrosos èxits amb les Montesa Cappra GP 250 i 360 durant uns anys, fins que canvià a ČZ i, poc després, a Maico. Amb la moto alemanya va competir com a pilot privat a la Trans-AMA els anys 1971 i 1972 fins que, a finals d'aquella temporada, Yamaha el fitxà com a membre del seu primer equip de fàbrica, encapçalat per Pierre Karsmakers.
Tim Hart romangué a l'equip oficial de Yamaha tres temporades, del 1973 al 1975, i durant aquells anys va guanyar una cursa del Campionat AMA de 250cc (a Lake Whitney) i dues de 125cc (a Mid-Ohio el 1974 i a Hangtown el 1975). A banda, la temporada de 1974 aconseguí la victòria al Gran Premi dels EUA de 125cc, disputat el 28 de juliol a Springville (Nova York). A finals de 1975, tot i acabar subcampío AMA de 125cc darrere de Marty Smith, Yamaha no li va renovar el contracte i Hart va haver de competir el 1976 amb una Can-Am privada, sense gaire èxit. A finals d'aquella temporada, es va retirar definitivament de les curses.

## Mort
Passada la seva etapa com a pilot, Hart va treballar d'estibador al port tot fent anar els controls d'una grua, carregant i descarregant contenidors marítims. El març de 2017, a 67 anys, es va morir a conseqüència d'una insuficiència hepàtica, quan tot just feia una setmana que l'havien incorporat a la llista de futurs receptors de trasplantaments.